# Derecho tributario
El derecho tributario o derecho fiscal es la disciplina que forma parte del derecho financiero que tiene por objeto de estudio el ordenamiento jurídico que regula el establecimiento y aplicación de los tributos. Estudia las normas jurídicas a través de las cuales el Estado ejerce su poder tributario con el propósito de obtener de los particulares ingresos que sirvan para sufragar el gasto público en áreas de la consecución del bien común. Dentro del ordenamiento jurídico de los ingresos públicos se puede acotar un sector correspondiente a los ingresos tributarios, que por su importancia dentro de la actividad financiera del Estado y por la homogeneidad de su regulación, ha adquirido un tratamiento sustantivo.

## Contenido
El contenido del derecho fiscal se divide en una parte general que comprende los aspectos materiales y los de naturaleza formal o procedimental, entre los que se encuentran: los principios tributarios constitucionales, las fuentes de las normas, la aplicación temporal y espacial, la interpretación de las normas, la clasificación de los tributos y sus características, los métodos de determinación de las bases tributarias, las infracciones y sanciones tributarias, la exención de la deuda, los procedimientos de recaudación, inspección y revisión de los actos administrativos y el estudio de los órganos de la administración tributaria.
El contenido de la parte especial se centra en las disposiciones específicas de cada uno de los tributos que componen el sistema fiscal de un país.

### Derecho tributario material y derecho tributario formal
Dentro del derecho tributario definido como el conjunto de normas que disciplinan los tributos, se puede distinguir un derecho tributario material que comprende el conjunto de normas jurídicas que disciplinan la relación jurídico-tributaria y un derecho tributario formal que comprende el conjunto de normas jurídicas que disciplinan la actividad administrativa instrumental que tiene por objeto asegurar el cumplimiento de las relaciones tributarias sustantivas y las que surgen entre la administración pública y los particulares con ocasión del desenvolvimiento de esta actividad.
El derecho tributario material se configura como un derecho tributario de obligaciones cuyas normas son de carácter final. Por el contrario las normas de derecho tributario formal tienen un carácter instrumental, adjetivo, significan solo un paso en el camino que la administración ha de seguir para liquidar el tributo.
Derecho tributario formal y derecho tributario material no están sin embargo separados de forma clara, sus normas se encuentran íntimamente relacionadas ya que forman parte de un mismo sistema jurídico. La distinción debe ser realizada con la flexibilidad y relatividad con que toda sistematización de normas ha de ser utilizada.

## Historia

### Origen

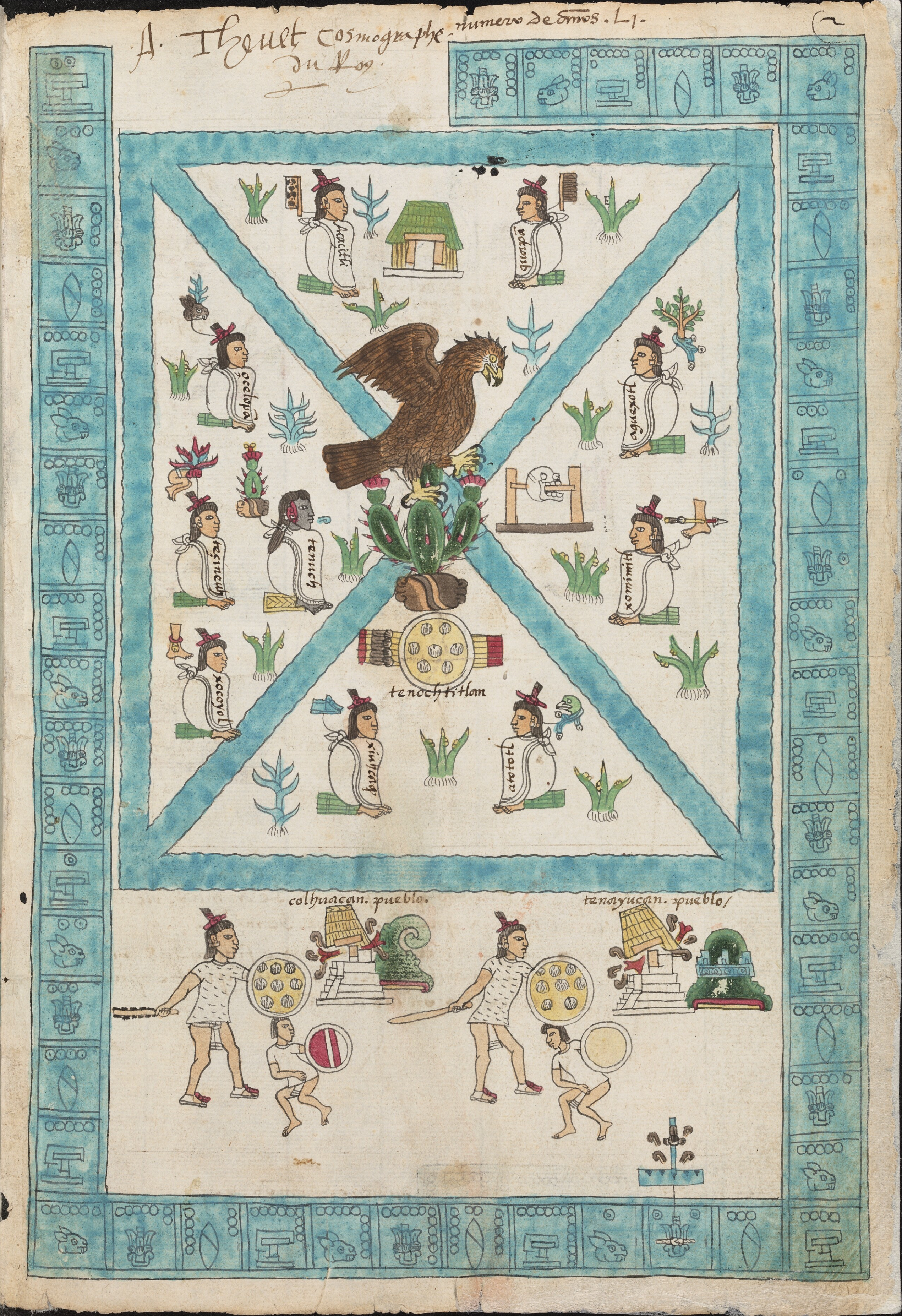
La cultura Mexica fue una de las principales en la figura del tributo durante el periodo período posclásico mesoamericano

#### Época clásica
Desde el origen de la civilización humana ha existido una organización social que tiene cierta estructura, en donde dentro de esta, una parte primordial para el desarrollo de una comunidad son los tributos. Por ejemplo, en el Antiguo Egipto, los ciudadanos debían cumplir con un tributo al faraón, así como con el registro o control de los productos que existían como parte del comercio, pero fue hasta la Antigua Roma que se pudo llegar a una consolidación del tributo.

#### Edad Media
En la Edad Media el poder se encontraba en la figura conocida como el señor feudal, quien tenía grandes propiedades en donde las personas trabajaban para él y este aplicaba el tributo incluso a aquellas de más bajos recursos. Se dice que durante este período el pago era arbitrario porque los siervos no solo debían pagar con los bienes que tenían, sino también brindando servicios que el señor feudal les ordenara.

### Tributos o impuestos
Son desembolsos económicos "en dinero y anteriormente en especie" obligatorios que realizan los gobernados para solventar los gastos públicos y el buen funcionamiento estatal. En este sentido, el derecho fiscal es la rama del derecho que estudia y establece las normas que tienen relación con este procedimiento. En el Perú los tributos los crea los gobiernos locales como son las Municipalidades Provinciales y Distritales. Los tributos se dividen en tasas e impuestos como son: arbitrios municipales, tasas, etc., el Estado peruano aplica un método coercitivo para poder en algunos casos efectivizar sus cobros tanto a nivel nacional como local.

#### Cultura mexica
Al momento de gobernar Moctezuma Xocoyotzin tributaban otros 38 altépetl (según el Códice Mendoza), en donde el tributo era el elemento central de sometimiento así como la cesión de tierras donde trabajaban labriegos de paga (mayeques) y el producto obtenido iba directamente al tlatoani; la aceptación de la deidad principal mexica, el suministro de hombres a los contingentes militares, el avituallamiento de los mismos al paso hacia una campaña de conquista y dirimir asuntos políticos y jurídicos en Tenochtitlan. 
En los altepetl más importantes residía además un calpixque o recaudador que centraba su actividad en la tributación. Los altepetl que aceptaban de forma expresa el dominio mexica les era permitido mantener sus formas y organizaciones administrativas y políticas así como deidades siempre y cuando fueran debajo de Huitzilopochtli. Solo en regiones importantes, de contención a otras etnias o donde había una rebelión abierta residían funcionarios mexicas con atribuciones de tlatoanis. Por más de 50 años y hasta la tasación hecha por el oidor Valderrama esta estructura se mantendrá con pocos cambios en los pueblos indígenas del centro de la Nueva España.

## Los tributos
Son prestaciones pecuniarias obligatorias establecidas por los distintos niveles estatales.
El tributo es la obligación monetaria establecida por la ley, cuyo importe se destina al sostenimiento de las cargas públicas, en especial al gasto del Estado.
- Son prestaciones generalmente monetarias.
- Son verdaderas prestaciones que nacen de una obligación tributaria; es una obligación de pago que existe por un vínculo jurídico.

El sujeto activo de las relaciones tributarias es el Estado o cualquier otro ente que tenga facultades tributarias, que exige tributos por el ejercicio de poderes soberanos, los cuales han sido cedidos a través de un pacto social.
El sujeto pasivo es el contribuyente tanto sea persona física como jurídica.
- Sujeto de iure: el que fue considerado en la norma al establecer el impuesto.
- Sujeto de facto: es quien soporta la carga económica del impuesto, a quien el sujeto de jure traslada el impacto económico.

En el moderno Estado de derecho los tributos son creados por ley. El Estado es una forma moderna de convivencia social.
En la actualidad existe un sector importante de la doctrina que afirma que es necesario que, en aras de fortalecer el federalismo mexicano, es indispensable realizar toda una serie de reformas a la Ley tendientes a que cada uno de los niveles de gobierno (federal, estatal y municipal), tengan la posibilidad de captar las contribuciones que en el ámbito de su competencia le correspondan y no solo eso, sino que, inclusive, tengan la facultad de administrarlas y aplicarlas para la satisfacción de las necesidades de la población que gobiernan. Con ello, afirman, se ganaría y se tendría un gran avance no solamente en la parte relativa a las contribuciones sino que, también, fortalecería el sistema democrático del País, puesto que se evitaría que la federación continuara administrando esas contribuciones, administración que implica una tardanza importante en la llegada de los recursos económicos a los estados y los municipios, en perjuicio mismo, paradójicamente, de los contribuyentes, que son los que pagan los impuestos para satisfacer los servicios públicos que requieren. Los detractores de esta tesis, afirman que eso vendría en perjuicio del presidencialismo mexicano, puesto que el hecho de que los estados y los municipios recauden los impuestos, implicaría su autonomía y su independencia del poder central, traduciéndose ello en un "libertinaje" que conllevaría una especie de anarquía en la federación, en eminente riesgo para el pacto federal. Con el transcurso del tiempo, se ha venido fortaleciendo esta tesis, sin embargo cuenta con una gran oposición de los defensores a ultranza del presidencialismo, quienes ven en esa autonomía de la potestad tributaria un riesgo, pues implicaría que el poder central ya no tendría influencia política sobre los estados y los municipios, dada la autonomía económica de los mismos.

## Clasificación de los tributos
En la mayoría de los sistemas impositivos estatales se distinguen al menos tres figuras tributarias: el impuesto, la tasa y la contribución especial. Aunque, en general, existe coincidencia en cuanto a los aspectos básicos de la clasificación tributaria, cada país presenta determinadas particularidades, destacando Alemania, donde el Derecho tributario se limita a la regulación de los impuestos (Steuerrecht).
Las contribuciones sociales a la Seguridad Social y otras similares son consideradas tributos por algunos Estados, como México o Brasil. Por el contrario, Bolivia, Ecuador, España o Italia se encuentran entre los países que no las consideran como tales. En Argentina, la mayor parte de la doctrina adhiere a la consideración de su naturaleza tributaria, aunque no es una cuestión pacífica. (Véase Contribución especial)
En otros sistemas tributarios pueden existir categorías adicionales, como la figura del préstamo obligatorio (empréstimo compulsório) reconocido por el artículo 148 de la Constitución de Brasil de 1988 y que el Supremo Tribunal Federal declaró de naturaleza tributaria.

### Impuestos
Son los tributos exigidos por el Estado sin que exista una contraprestación inmediata por su pago, y  aun así exige su cumplimiento por el simple surgimiento del hecho generador, que devolverá a cambio el Estado a largo plazo a través de educación, salud, seguridad, etc., satisfaciendo de este modo las necesidades públicas.
de lo contrario no se da

#### Clasificación de los impuestos
La clasificación de impuestos de la OCDE es la siguiente:
(OCDE es la sigla que corresponde a la Organización para la Cooperación y el Desarrollo Económicos, una entidad internacional que reúne a treinta y cuatro países Su finalidad es lograr la coordinación de las principales políticas de los Estados miembro en lo referente a la economía  y a los asuntos sociales.
```
      •	Impuestos sobre la renta, los beneficios y las ganancias de capital
```

o	Impuestos individuales sobre la renta, beneficios y ganancias de capital
o	Impuestos de sociedades sobre la renta, beneficios y ganancias de capital
o	Otros
```
      •	Contribuciones a la Seguridad Social
```

o	Trabajadores
o	Empresarios
o	Autónomos y empleados
```
      •	Impuestos sobre nóminas de trabajadores y mano de obra
```

```
      •	Impuestos sobre la propiedad
```

o	Impuestos periódicos sobre la propiedad inmobiliaria
o	Impuestos periódicos sobre la riqueza neta
o	Impuestos sobre herencias, sucesiones y donaciones
o	Impuestos sobre transacciones financieras y de capital
o	Impuestos no periódicos
```
      •	Impuestos sobre bienes y servicios
```

o	Impuestos sobre producción, venta, transferencias, arrendamiento y distribución de bienes y prestación de servicios.
o	Impuestos sobre bienes y servicios específicos
o	Impuestos sobre uso o permiso de uso o desarrollo de actividades relacionadas con bienes específicos (licencias).
```
       •	Otros impuestos
```

o	pagados exclusivamente por negocios
o	Otros

##### En razón de su origen
- Internos:Se recaudan dentro de las naciones, provincias, municipios, etc. de cada país. Es decir, dentro del territorio nacional. Ejemplos: impuesto sobre la renta y el impuesto al valor agregado (IVA), el impuesto sobre los ingresos brutos.
- Externos:Son los recaudados por el ingreso al país de bienes y servicios, por medio de las aduanas; además actúan como barrera arancelaria.

##### En razón de criterios administrativos
- Impuestos directos: Se aplican de forma directa, afectando principalmente a los ingresos o propiedades y gravan manifestaciones inmediatas de capacidad contributiva.
- Impuestos indirectos: Afectan a personas distintas del contribuyente, que traslada la carga del impuesto a quienes adquieren o reciben los bienes. Gravan manifestaciones mediatas de capacidad contributiva, en función del consumo.

##### En función de la capacidad contributiva
La capacidad contributiva mide la posibilidad de contribuir a los gastos del Estado de los sujetos. Es imposible medirla adecuadamente, por lo que se mide en la cantidad que el contribuyente tiene o ha ingresado en un periodo dado.
Sistemas de impuestos sobre la renta.

##### Criterio económico de la traslación
- Impuestos directos:

Se establecen sin que el Estado pretenda que el impuesto se traslade a una persona distinta del obligado.Estos impuestos graven a la persona obligada en la norma, se trata de que el impuesto recaiga sobre el obligado por la ley, que la riqueza de este se vea afectada.
Gravan una situación estática entendida como aquella riqueza que una persona posee en un tiempo determinado.
- Impuestos indirectos: Se establece con la intención de que el obligado por la norma traslade la carga del impuesto sobre un tercero, pero no la carga jurídica. Se establece con la intención de que el obligado por la ley traslade la carga económica que el tributo le representa a una tercera persona.

Gravan una situación dinámica, es decir la circulación económica de la riqueza, la riqueza en movimiento.

##### En razón del sujeto
- Impuestos reales y objetivos:

Son los que gravan a las personas sin tomar en cuenta sus propias características personales, no admiten ningún tipo de descuento. ejemplo: contribución urbana. No se preguntan los gastos de las personas para medir la riqueza. Están en relación con el concepto de impuesto indirecto.
- Impuestos personales o subjetivos: Se toma en consideración la capacidad contributiva de las personas, en función de sus ingresos y su patrimonio. Ejemplo: impuesto sobre la renta, impuesto sobre los bienes personales. Se observa la riqueza y sus gastos, se personaliza el impuesto.

##### En razón de la actividad gravada
- Impuestos generales:Gravan generalmente todas las actividades económicas comprendidas en las normas. Ejemplos: IVA, impuesto al consumo, a la transferencia del dominio, a la prestación de servicios.

- Impuestos sobre consumos específicos:Gravan determinada actividad económica. Son los impuestos sobre el tabaco, los hidrocarburos, la electricidad, y sobre el alcohol y las bebidas alcohólicas, que incluyen la cerveza, el vino y bebidas fermentadas, los productos intermedios y el alcohol y las bebidas derivadas. Además, también se regulan los impuestos especiales sobre determinados medios de transporte y sobre el carbón.

##### En función de su plazo
Se clasifican por su transitoriedad o permanencia en el sistema tributario.
- Impuestos transitorios:Son para cumplir con un fin específico del Estado; una vez cumplido el impuesto se termina (un período determinado). Suelen imponerse para realizar obras extraordinarias.

- Impuestos permanentes:No tienen período de vigencia, están dentro de la esquemática tributaria de forma indefinida.

##### En razón de la carga económica
Atiende a las manifestaciones de tipo económicas.
- Impuestos regresivos:La tarifa que la persona paga no guarda relación con la riqueza que se posee; eso significa que afectan a los que tienen menos (suelen ser impuestos indirectos). La cuota regresiva o progresiva inversa indica que mientras mayor sea la base, menor es el por ciento que se aplica al objeto gravado[5]
- Impuestos progresivos: Se tiene en cuenta la capacidad económica del sujeto (suelen ser los directos, pero no siempre).

Los que tienen menos riqueza pagan menos que los que tienen mayor capacidad contributiva.

## Sistema tributario
Es el conjunto de tributos existentes en un país en una época determinada. Ejerce una presión fiscal, la cual está vinculada con el impacto que tiene el sistema tributario sobre la riqueza.
La presión fiscal es la suma de impuestos que afectan al contribuyente.
Normas a través de las cuales el Estado en carácter de Supra a Subordinado y de forma coercible ejerce su poder tributario sobre los contribuyentes, con el fin de ayudar a recaudar recursos públicos

## Potestad Tributaria
Moya (2009) señala que la potestad tributaria o poder tributario es la facultad que tiene el Estado de crear unilateralmente tributos, cuyo pago será exigido a las personas sometidas a su competencia tributaria espacial. Esto, en otras palabras, importa el poder coactivo estatal de compeler a las personas para que le entreguen una porción de sus rentas o patrimonios, cuyo destino es el de cubrir las erogaciones que implica el cumplimiento de su finalidad de atender las necesidades públicas.
Para Villegas (2002) es la facultad que tiene el Estado de crear, modificar o suprimir unilateralmente tributos. La creación obliga al pago por las personas sometidas a su competencia. Implica, por tanto, la facultad de generar normas mediante las cuales el Estado puede compeler a las personas para que le entreguen una porción de sus rentas o patrimonios para atender las necesidades públicas.
Tipos
La Potestad Tributaria puede ser Originaria o Derivada, llamada también Delegada.
La Potestad Tributaria Originaria: Se dice que la potestad tributaria es originaria cuando emana de la naturaleza y esencia misma del Estado, y en forma inmediata y directa de la Constitución de la República. Nace de la propia Carta Fundamental, donde exista constitución escrita, o de los principios institucionales donde no exista la misma.
La Potestad Tributaria Derivada O Delegada: Es la facultad de imposición que tiene el ente Municipal o Estatal para crear tributos mediante derivación, en virtud de una ley y que no emana en forma directa e inmediata de la Constitución de la República. Se derivan de leyes dictadas por los entes regionales o locales en propiedad de su propio poder de imposición. Se dice que son leyes de base que desarrollan principios Constitucionales.

## Efectos económicos de los impuestos
El establecimiento de un impuesto supone siempre para quien lo paga una disminución de su renta y por tanto un deterioro de su poder adquisitivo. Esto puede provocar variaciones en la conducta del sujeto que afectan a la distribución de la renta y de los factores.
Por otro lado, algunos impuestos al incidir sobre el precio de los productos que gravan, es posible que los productores deseen pasar la cuenta del pago del impuesto a los consumidores, a través de una elevación en los precios. 

### Entidades tributarias
- Argentina
- Bolivia Archivado el 15 de abril de 2012 en Wayback Machine.
- Brasil
- Chile
- Colombia
- Ecuador
- España Archivado el 16 de diciembre de 2008 en Wayback Machine.
- Estados Unidos
- México
- Perú
- República Dominicana
- Uruguay
- Venezuela

- Datos: Q856251